# Dolce Amore
Dolce Amore es una serie de televisión filipina transmitida por ABS-CBN desde el día 15 de febrero hasta el 26 de agosto de 2016. Está protagonizada por Liza Soberano y Enrique Gil, con las actuaciones antagónicas de Cherie Gil, Matteo Guidicelli y Alvin Anson.

## Argumento
Serena (Liza Soberano) es una mujer joven y bella italiana que fue adoptado por un rico padre italiano cuando era un bebé. Cuando se encontró atrapada en un matrimonio arreglado, ella se escapa a las Filipinas, un país que había fascinado desde que era pequeña de las historias que escuchó de su niñera filipina y las historias que su amigo por correspondencia de Filipinas han estado hablando acerca de. Allí conoce y se enamora de su amiga por correspondencia, Tenten (Enrique Gil) un muchacho pobre y trabajador de Tondo que se vio obligado a aceptar trabajos poco convencionales para su familia.

## Elenco

### Elenco principal
- Liza Soberano[4][5] como Serena Marchesa / Monica Urtola.
- Enrique Gil como Simon Vicente "Tenten" Ibarra / Simon Marchesa.
- Matteo Guidicelli como Giancarlo de Luca.
- Kean Cipriano como Alvin "Binggoy" Ibarra.
- Sue Ramírez como Angela "Angel" Urtola.

### Elenco secundario
- Cherie Gil como Luciana Marchesa.
- Ruben Maria Soriquez como Roberto Marchesa.
- Rio Locsin como Pilita "Taps" Ibarra.
- Edgar Mortiz como Ruben "Dodoy" Ibarra.
- Sunshine Cruz como Alicia "Alice" Urtola.
- Andrew E. como Eugene "Uge" Urtola.
- Tetchie Agbayani como Vivían Dubois.
- Alvin Anson como Favio de Luca.

### Elenco extendido
- Frenchie Dy como Yaya Melds.
- Jeffrey Tam como Jei-Jei.
- Eslove Briones como Marky.
- Matteo Tosi como Señor Silvio de Luca.
- Laurence Mossman como Señor Mossman.
- Rommel Padilla como Cardo.
- Robert Villar como Franco.
- Hanna Ledesma como Sarah G.
- Francine Prieto como Claudia Buenaventura.
- James Lobo como Mark.
- Ana Feleo como Adelina.
- Boom Labrusca como Roger.
- Earl Ignacio como Leo.
- Vangie Labalan como Lola B.
- Miguel Faustmann como Lolo Fio.
- Eric Nicolas como Lapid.
- Bituin Escalante como Lota.
- Hyubs Azarcon como Buboy.
- Gilette Sandico como Glenda.
- Franchesca Floirendo como Hannah Conde.
- Jana Dangcalan como Connie.
- Joseph Marco como River Cruz.
- Ian Veneracion como el sacerdote de la boda de Serena y Tenten (capítulo final).

### Participaciones especiales
- Hannah Vito como Serena Marchesa (joven).
- Marc Santiago como Simon Vicente "Tenten" Ibarra (joven).
- Maxine Eigenmann como Luciana Marchesa (joven).
- AJ Dee como Marco.
- Calvin Abueva como el jugador de básquetbol.
- Beau Belga como el jugador de básquetbol.
- Paulo Hubalde como el jugador de básquetbol.
- Callalily como la banda de Binggoy.
- CX Navarro como Motmot.